# A Journey's End
A Journey's End è il secondo album in studio del gruppo musicale pagan metal irlandese Primordial, pubblicato nel 1998.

## Tracce
1. Graven Idol – 8:06
2. Dark Song – 5:06
3. Autumn's Ablaze – 8:17
4. Journey's End – 8:01
5. Solitary Mourner – 2:56
6. Bitter Harvest – 10:34
7. An Aistear Deirneach – 4:28

## Formazione
- A. Nemtheanga Averill – voce
- C. Mac Uilmm – chitarra, mandolino, whistle
- P. Mac Gawlaigh – basso, bodhrán
- S. O'Laoghaire – batteria, percussioni, bodhrán